# Rezerwat przyrody Szczelina Lechicka
Rezerwat przyrody Szczelina Lechicka (kaszb Lechickô Strzelëna) – leśny rezerwat przyrody na Pojezierzu Kaszubskim (utworzony w 1990 r., o powierzchni 41,32 ha) na obszarze Kaszubskiego Parku Krajobrazowego w kompleksie Lasów Mirachowskich. Ochronie podlegają lasy bukowe (kwaśna buczyna niżowa i żyzna buczyna pomorska), łęgi i olsy położone nad brzegami jezior Kocenko (Kocinko, Kłączyno Duże) i Potęgowskiego.
Znajdują się tu stanowiska licznych gatunków roślin podlegających ochronie (m.in. widłak goździsty, widłak jałowcowaty i wroniec widlasty jak również bluszcz pospolity, marzanka wonna, kalina koralowa i kruszyna pospolita. Na południowym brzegu jeziora rosną daglezje, jodły i sosny wejmutki.
Najbliższe miejscowości to Kamienica Królewska i Linia.
W pobliżu rezerwatu przebiega turystyczny  Szlak Kaszubski.
Rezerwat położony jest na terenie obszarów Natura 2000: Kurze Grzędy PLH220014 oraz Lasy Mirachowskie PLB220008.